# Municipio de Mount Hope
El municipio de Mount Hope (en inglés, Mount Hope Township) es un municipio del condado de McLean, Illinois, Estados Unidos. Tiene una población estimada, a mediados de 2022, de 987 habitantes.

## Geografía
Está ubicado en las coordenadas 40°32′10″N 88°59′06″O / 40.53611, -88.98500 (40.536247, -88.984969). Según la Oficina del Censo, tiene una superficie total de 126.32 km², de los cuales 126.27 km² corresponden a tierra firme y 0.05 km² están cubiertos de agua.

## Demografía
Según el censo de 2020, en ese momento había 969 personas residiendo en la zona. La densidad de población era de 7.7 hab./km². El 91.12 % de los habitantes eran blancos, el 0.62 % eran afroamericanos, el 0.52 % eran amerindios, el 0.52 % eran asiáticos, el 2.06 % eran de otras razas y el 5.16 % eran de una mezcla de razas. Del total de la población, el 2.38 % son hispanos o latinos de cualquier raza.